# Glider (AUV)

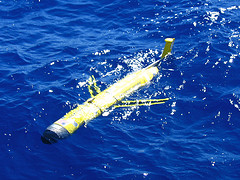
L'Rutgers Slocum RU02 ha testato un aliante subacqueo

Un aliante sottomarino (o aliante subacqueo, dall'inglese underwater glider), è una categoria di veicoli robotizzati sottomarini sviluppati allo scopo di poter monitorare vaste aree marine su tempi lunghi. Il sottomarino si muove, non utilizzando propulsori, ma sfruttando piccoli cambiamenti di assetto, grazie a masse interne mobili che ne permettono di variare la posizione del suo baricentro, e di galleggiabilità: queste variazioni di inclinazione e i relativi movimenti verso l'alto o i basso, dovuti alla variazioni di galleggiabilità sono convertiti in movimenti verso l'avanti e grazie all'impiego di apposite ali, esattamente come avviene con gli alianti aerei.
Il vantaggio di questa tecnologia è il basso consumo energetico, conseguentemente questi mezzi risultano dotati di una lunga autonomia di crociera. 

## Utilizzo
Questi veicoli sono utilizzati per monitoraggi della qualità delle acque marine: temperatura, attività biologica, salinità, valori di ossigeno disciolto, torbidità delle acque, analisi oceanografiche, ricerche subacquee di relitti (per esempio tre glider sono stati impiegati per ritrovare sul fondo dell'oceano Atlantico i resti dell'Airbus A330-200 del Volo Air France 447 precipitato il 1º giugno 2009).
Il loro utilizzo si sta estendendo nell'ambito militare come parte integrante di sistemi difensivi antisommergibili. Il loro utilizzo è stato testato, per la prima volta, durante l'esercitazione NATO Proud Manta 11 svoltasi nel mar Ionio: due glider operativi in acque basse ed uno operativo in acque profonde sono stati messi in mare e operativamente seguiti dalla nave Levanzo della marina militare italiana, la loro missione è durata 18 giorni, raccogliendo dati lungo profili verticali di 1000 metri per una percorrenza di 1000 miglia.